# Tiefenbach bei Kaindorf
Tiefenbach bei Kaindorf var en kommun i distriktet Hartberg-Fürstenfeld i förbundslandet Steiermark i Österrike.
Den bestod av två orter (Ortschaften), tillika jordregistersocknar (Kastralgemeinden), (inom parentes invånarantal 1 januari 2024):
- Obertiefenbach (472)
- Untertiefenbach (231)

Den 1 januari 2015 blev kommunen en del av kommunen Hartl.